# シェイファー・ハウンド
『シェイファー・ハウンド』は、原作・吠士隆、作画・かたやままことによる日本の漫画。『ヤングアニマル嵐』（白泉社）にて、2012年5号から2016年6号まで連載。副題は「戦車と知られざる女性部隊」。

## 概要
第二次世界大戦後期のドイツ軍を描き、「女たちが容赦なく殺し合う」漫画である。消耗品であると自称し、死ぬことを恐れない女性部隊が敵を殺し、味方もあっさり死んでゆく。ライターのたまごまごは、2013年から2014年8月に発売されたコミックスの中から「女の子が戦う」漫画として本作を筆頭に挙げている。
主人公・ユートの「仲間を死なせたくない」という悩みが読者に深く共感を与えると共に、描かれる戦車の薀蓄の面白さ、アクションシーンは単純に漫画としてのかっこよさもある。
コミックス3巻発売時には、秋葉原の書泉ブックタワーにてサイン会が開催された。
なお、作画を担当するかたやままことの公式サイト上にてセルフパロディー4コマ漫画『党立シェイファー学園』が掲載されていた（2016年現在ではかたやまがpixivにて掲載している）。

## あらすじ
第0話
コミックス3巻に収録。ユートが着任する以前、アンナが存命だった頃の話。
補給路となる石橋に多砲塔戦車T-35重戦車で居座るレジスタンスに対し、カヤとアンナは橋の両端からの突撃戦を敢行。レジスタンスの排除には成功するものの、肝心の石橋を破壊してしまい、上官であるスコルツェニーは頭を抱える。
第1話
村を占領し、村人を虐殺、暴行するレジスタンスを排除するために、シェイファー・ハウンドは昼間から正面突撃を仕掛ける。
レジスタンスは排除できたが、三号突撃砲(102)は戦車長のアンナを残し大破。アンナも村人の少女に偽装したレジスタンスから爆薬入りのバスケットを手渡され、爆死した。
思想的な問題から武装親衛隊で閑職についていたユートは、大学の先輩でもあるスコルツェニーに呼び出される。スコルツェニーは、ユートにシェイファー・ハウンドの小隊長に着任し、「誰も死なせたくない」という考えを実践するように命じた。
対ソ連
コミックス1巻
ユート着任後の最初の仕事は、疫病が発生した村にワクチンを届けることだった。正面からの迅速な行動を提案するカヤに対し、ユートは大幅な回り道をしても安全なルートでの進軍を提案する。
ユートの読み通り、村はレジスタンスに占領されており、対戦車砲などで正面から来るシェイファー・ハウンドを迎撃する態勢が整えられていた。これを味方の被害無く排除することに成功するが、実はこのレジスタンスは囮であり、周辺偵察に出たマイタはマルト率いるソ連軍に捕えられてしまう。カヤは部隊全体の安全を考慮し未帰還のマイタを放置して撤退を進言するが、ユートはマイタの捜索を命じた。
全裸のマイタを装甲車のボンネットに括り付け、盾として攻撃してくるソ連軍に苦戦するも、どうにか撃退に成功し、マイタの救助にも成功する。
しかし、ティーゲルが被弾した際の衝撃によって内装で頭部を強打していたミカが戦闘後に命を引き取った。
対アメリカ
コミックス2巻-3巻
ノルマンディー上陸作戦に先駆けて、アメリカ軍は空挺部隊をフランスに降下させ、レーダー基地などを破壊する作戦に出た。そうした降下部隊の1つが女性を主体とする「グレイ・オックス」であった。軽装備ながらも神出鬼没にレーダー基地を破壊して回るグレイ・オックスに対する迎撃命令がシェイファー・ハウンドに下る。
ユートとマイタは旅行者を装って占領下のフランスの村を偵察中にグレイ・オックス隊と遭遇。グレイ・オックス隊の隊長キャタリナと会話したことで、ユートは自分の信念が揺らぎ始める。
グレイ・オックスが大規模戦力ではないこと、少数を活かした機動戦が得意であることを読んだユートは、グレイ・オックスが廃村で防衛陣を敷くように仕向ける。一方のキャタリナもユートらの性格を読んで迎撃陣を整えた。しかし、後方で指揮を執ると思われたユートのティーゲルが廃村に突撃して蹂躙。ティーゲルはカヤが指揮していたのだ。
激しい戦闘の末、独り残ったキャタリナは、ユートに白でも黒でもない灰色の正義を語り、佳織と一騎討ちを繰り広げ、ついには斬首される。
対イギリス
コミックス4巻-5巻
イギリスでは北アフリカ戦線からSAS特殊部隊「アシッド・アウル」を招聘し、ノルマンディー上陸作戦に先駆ける後方霍乱作戦に就けた。味方の損耗を考慮しないアミラの作戦によって、SASは充分な装備を持ち込むことに成功した。
あちこち故障したティーゲルを修理するためアーケ、マリー、ユゥカはドイツ国防軍の飛行場に滞在していた。そこをアミラの部隊が襲撃。アーケ、マリー、ユゥカは飛行場に残されていたIV号戦車で応戦するも履帯を砲撃され擱座。
急報を受け駆けつけたユートたちが見たのは、嬲られて絞首刑にされた3人の遺体であった。
SASの本質が狩る側であると判断したユートは、3人が命賭けで整備し隠匿していたティーゲルで自ら囮となり、カヤの三号突撃砲を迂回させて背面から挟撃すると共に、歩兵や狙撃兵のティアナらを森の中に伏せておきアシッド・アウルを殲滅した。爆発直前にチャレンジャー巡航戦車から転げ出して爆死から免れたアミラはユートに降伏を申し出る。そこへカヤが割り込んできて、やり取りの末、「殺す価値も無いが、活かしておく価値はもっと無い」とアミラを射殺する。

## 登場人物

### シェイファー・ハウンド
正式には武装親衛隊第502SS猟兵大隊所属特務救助猟兵小隊。女性の戦場での運用性を試験するための非公開部隊である。
ユート・ツァイス親衛隊上級曹長
22歳。ドイツ軍親衛隊所属。大学の先輩であるスコルツェニー少佐の命により、シェイファー・ハウンドの小隊長として着任する。犠牲を出さない戦いを理想とする。カヤ曰く「不良品」。部隊ではティーゲル戦車の戦車長を務める。
カヤ・クロイツ親衛隊曹長
20歳。三号突撃砲(099)戦車長。シェイファー・ハウンドの小隊長代行だったが、ユートの着任により副小隊長に降格となる。ユートの着任を快く思わず、自身が全てを戦場の駒として作戦を遂行するためか、ユートの理想論にも反感を覚える。得意な作戦は「迅速な正面突破」。部隊の仲間が戦死する度に、池に魚を放っている。
貴族の家柄であり、軍人の兄と、親同士が決めた許嫁（詳細は後述）がいる。
マイタ・ガドゥワン親衛隊曹長
19歳。カヤの補佐を務める副小隊長。無線指揮車担当。偵察部隊として、情報分析や偵察を任務とする。
アーケ・ノヴァタ・ナーヴェ親衛隊軍曹
19歳。ティーゲル戦車砲手。おかっぱ頭が特徴のムードメイカー。一人称は「ボク」。マリー、ユゥカとティーゲル戦車の整備中にアシッド・アウルの攻撃によって捕えられ、嬲られた後に絞首刑にされる。
マリー・ノール親衛隊軍曹
20歳。ティーゲル戦車装填手。おっとりとした性格で、合気道を得意とする。アーケ、ユゥカとティーゲル戦車の整備中にアシッド・アウルの攻撃によって捕えられ、嬲られた後に絞首刑にされる。
ミカ・カーナー親衛隊伍長
16歳。ティーゲル戦車操縦手。悪戯好きなメカマニア。ロスカスタニエでの戦闘時に、着弾の衝撃で頭部を損傷、ユートの腕の中でその生涯を終える。
ユゥカ・イヴ親衛隊伍長
ティーゲル戦車操縦手。ミカの補充として部隊にやって来た。褐色が特徴。操縦技能および整備技能は高い。アーケ、マリーとティーゲル戦車の整備中にアシッド・アウルの攻撃によって捕えられ、嬲られた後に絞首刑にされる。
アンナ・アダー親衛隊軍曹
20歳。ユートが着任する前まで、三号突撃砲(102)戦車長。レジスタンスとの戦闘中に乗車していた102が被弾、大破。アンナのみが生き残る。しかし戦闘終了後、罠にかかり爆死してしまう。
ミヒト・ヒルダ親衛隊曹長
22歳。三号突撃砲(099)装填手。しっかり者の隠れ巨乳。
ケイ・シンドラー親衛隊軍曹
18歳。三号突撃砲(099)観測手。眼鏡がトレードマークで、淡々とした性格。ミヒトと共に、カヤとユートの関係を気にしている。
ミュー・マイツェン親衛隊伍長
17歳。三号突撃砲(099)操縦手。小心者のドジっ娘。
アイマ・トゥヨウシュ親衛隊一等兵
15歳。無線指揮車運転手兼、看護兵。
ティアナ・カーネディー親衛隊上等兵
19歳。狙撃手。可愛い顔立ちをしているが、それとは裏腹に容赦なく、たとえ敵が女子供であろうとも愛用の対戦車ライフルで容赦なく撃ち抜く。ソ連軍の「コヨーテ」との戦闘ではユートから対抗役を任せられるが、狙撃手同士の対決は腕以上に愛銃の火力が物を言い、コヨーテの狙撃でカヤがヘッドセットを付けていた側頭部に軽傷を負ったのとは対照的に、彼女の狙撃を受けたコヨーテは胴体が真っ二つに裂けて絶命した。
リオ・シャタニ上等兵
18歳。機関銃手。MG34を操る力持ち。
リィア・ハイロハッシュ親衛隊上級軍曹
23歳。歩兵班班長。アイヒとコンビを組む。
アイヒ・ミヅゥ親衛隊伍長
19歳。突撃兵。リィアと完璧なツーマンセルをこなす。
桂佳織（かつら かおり）大日本帝国陸軍曹長
19歳。大日本帝国からの軍事留学生。日本刀を武器とする。
葛野麻里安（かずの まりあ）大日本帝国陸軍軍曹
18歳。佳織と同じく、大日本帝国からの軍事留学生。佳織の補佐の他、戦闘記録も担当する。
アハト
4歳。隻眼の軍用犬。偵察や索敵をこなすジャーマンシェパードの白変種ホワイトシェパード。アハトはドイツ語で「八」の意味。
ユートが着任するまでは、シェイファー・ハウンド唯一の男であった。

### 戦闘親衛隊
オットー・スコルツェニー
実在の人物。階級は親衛隊少佐。師団長であり、シェイファー・ハウンドに命令を下す司令官でもある。
物語後半にて、史実と同様にアメリカ軍に偽装しての特殊作戦に従事する。
トリスタン・シュトライヒ親衛隊中佐
SSのある特務機関の機関長を務める男性。カヤの許嫁。スコルツェニーとは同期。
カヤの許嫁であるが、彼女への態度はどこか刺々しく、あわや激高しかけた彼女をスコルツェニーが制止する一幕もあった（下手をすれば上官反逆罪になるため）。
水面下にて、アメリカ、イギリス、フランス、ソビエト、日本、ドイツ、他のメンバーからなる「人類を導く存在」を自称する秘密組織に参画している。

### ドイツ軍
フュカリタ・モーラー少尉
ドイツ空軍第三航空艦隊505防空試験部隊所属の女性中尉。通称、フュカ。
アシッド・アウルによる飛行場襲撃の唯一の生存者。フォッケウルフ Fw190パイロット。
必ず僚機が撃墜され単独帰還するためグレムリンという不名誉なあだ名がある。
アドルフ・ガーランド
実在の人物。ドイツ空軍中佐。ジェット戦闘機のMe262A-1aおよびBf109に搭乗。
しょっちゅうフュカをからかっていたが、ジンクス通りに僚機を失い、落ち込むフュカに対し「絶対に落ちない僚機」として共戦すると共に、空戦の心得を伝授する。
サンドラ・オーハマイアー大尉
ドイツ海軍でUボート艦長を務める女性。コミックス4巻でも顔見せ程度に登場するが、コミックス7巻で本格登場。伊404改の護衛を行った。

### ソ連軍
マルト・サガノフ
階級は中尉。レジスタンスに戦車を提供するなどしてシェイファー・ハウンドへの攻撃を行わせ、（要は体よく利用するだけの存在の）レジスタンスが壊滅後に自らの部隊で罠を仕掛けつつ巧みに攻撃するも失敗に終わる。実は女性で、それ故かいわゆる「勝利のためなら手段を選ばない軍人」ながら、女性であるマイタを捕えた後に全裸にして盾兼シェイファー・ハウンドへの晒し者にはしたものの、暴行の類は行っていない。また、階級上は上官であるトモロノフに対して礼儀正しく接するという、味方に対しては分別ある態度で臨む一面を持つ。
トモロノフ
階級は大尉。「コヨーテ」の師匠。
ジーチ・サーベ
階級不明。トモロノフ大尉の弟子で、「コヨーテ」と呼ばれる敏腕狙撃兵。その狙撃技術は本物で、戦場では二つ名のコヨーテの名で広く知られているが、聾唖者なのかまともに言葉を喋らず、口から発するのは唸り声のようなものだけである。また、手の爪を噛む癖がある。

### アメリカ軍
アメリカ陸軍第101空挺師団010特殊作戦小隊「グレイ・オックス」。
キャタリナ・A・シュミット
グレイ・オックス小隊長。22歳。黒いアイパッチをしている女性。アイパッチをしている右目は視力は残っているが色彩感が無くなっている。銃器や手榴弾の扱いは一級だが、最大の得意技は銃剣をナイフの要領で扱う接近戦で、戦場では常に予備の分を含めた複数の銃剣を所持している。
部隊が壊滅した後、佳織と1対1で戦うものの敗れ、死亡する。

### イギリス軍
イギリス軍SAS特殊部隊「アシッド・アウル」。
アミラ・コーシース少佐
アシッド・アウル隊長の女性。チャレンジャー巡航戦車の戦車長。
英国貴族の出であり、アミラを「お嬢様」と慕うリサ、チアという准尉が部下にいる。
戦闘を「狩り」と称し、部隊の損害を顧みない（損害を減らそうとせずに物量を用意する）。リサ、チアもその様子を気に入っており、部隊内で止める者はいない。
アシッド・アウルがシェイファー・ハウンドに壊滅させられた際には、独り生き残り、投降し正当な捕虜としての権利保障を要求するも、カヤに射殺される。

### 日本軍
大東阿崙（おおひがし あろん）中尉
男性。日本から重要機密の品をドイツに輸送する。桂佳織、葛野麻里安とは面識がある。
また、トリスタンと共にある秘密組織のメンバーでもある。

## 兵器
シェイファー・ハウンド
- 三号突撃砲 - 短砲身を搭載した初期型。
- ケッテンクラート - 主にマイタが搭乗し、偵察などに使用される。
- ティーゲル - ユート着任に合わせて配備された重戦車。
- StG44
- ラインメタル/マウザー・ヴェルケMG34機関銃
- ワルサーP38
- 伊404改 - 伊404をベースとした空想艦で、日本からドイツに譲渡されている設定。コミックス7巻での特殊任務の際にシェイファー・ハウンドを装備（ティーゲル）ごと輸送した。

グレイ・オックス
- M22軽戦車
- M6ファーゴ

アシッド・アウル
- チャレンジャー巡航戦車
- クロムウェル巡航戦車
- シャーマン ファイアフライ

## 書誌情報
- 原作：吠士隆・作画：かたやままこと 『シェイファー・ハウンド』白泉社〈ジェッツコミックス・ヤングアニマルコミックス[5]〉、全8巻
  1. 2012年12月26日発売 ISBN 978-4-592-14378-9
  2. 2013年8月29日発売 ISBN 978-4-592-14379-6
  3. 2014年2月28日発売 ISBN 978-4-592-14380-2
  4. 2014年9月29日発売 ISBN 978-4-592-14388-8
  5. 2015年2月27日発売 ISBN 978-4-592-14389-5
  6. 2015年8月28日発売 ISBN 978-4-592-14390-1
  7. 2016年1月29日発売 ISBN 978-4-592-14470-0
  8. 2016年8月29日発売 ISBN 978-4-592-14479-3